# Galaretnica uszata

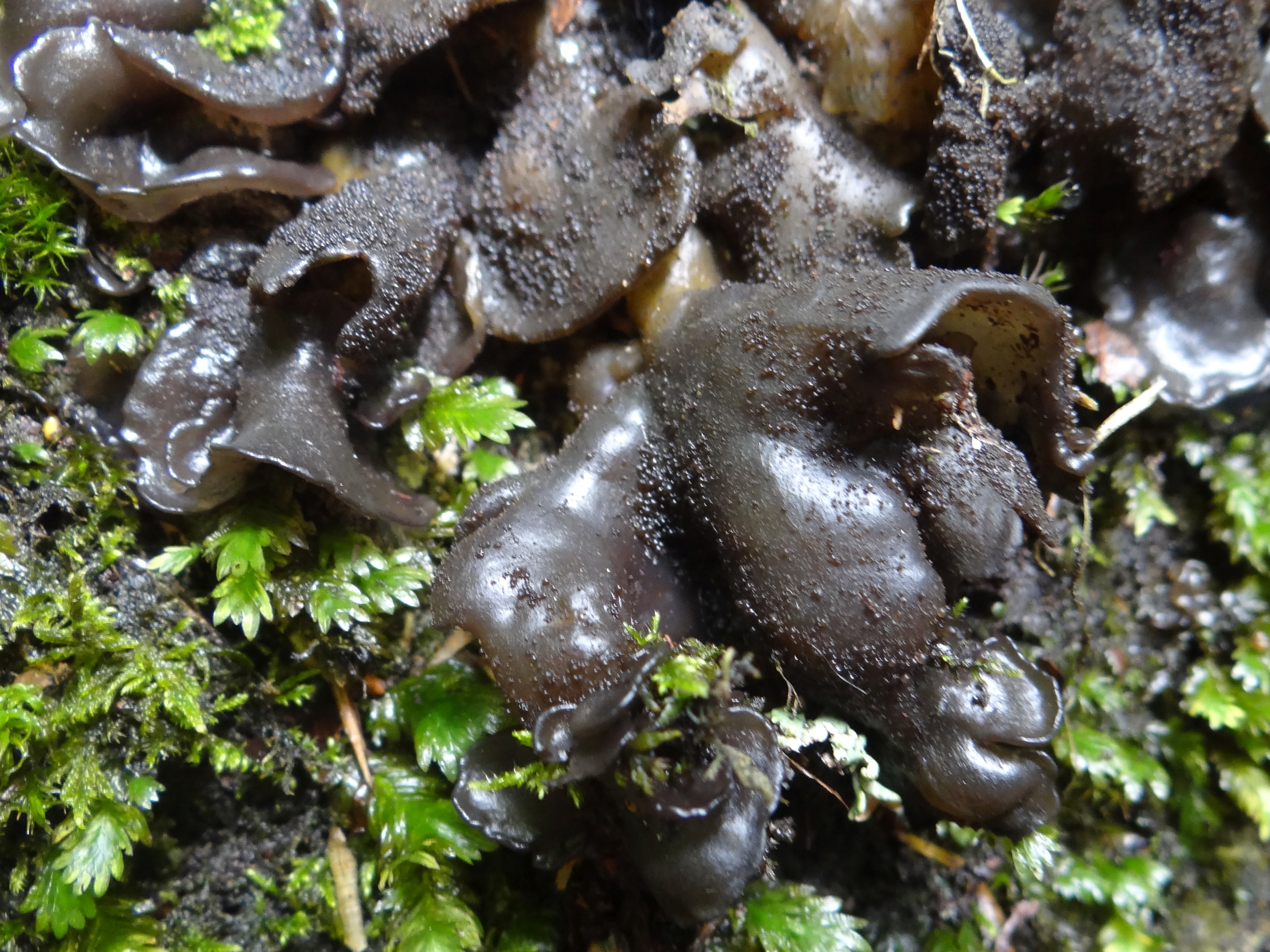

Galaretnica uszata Lathagrium auriforme (With.) Otálora, P.M. Jørg. & Wedin – gatunek grzybów należący do rodziny galaretnicowatych (Collemataceae). Ze względu na współżycie z glonami zaliczany jest do porostów.

## Systematyka i nazewnictwo
Pozycja w klasyfikacji według Index Fungorum: Lathagrium, Collemataceae, Peltigerales, Lecanoromycetidae, Lecanoromycetes, Pezizomycotina, Ascomycota, Fungi.
Po raz pierwszy takson ten zdiagnozował w roku 1776 W. Withering, nadając mu nazwę Riccia auriformis. Obecną, uznaną przez Index Fungorum nazwę nadali mu w roku 2014 Otálora, P.M. Jørg. i Wedin przenosząc go do rodzaju Lathagrium.
Synonimy:

- Collema auriculatum Hoffm. 1796
- Collema auriculatum f. membranaceum (Kremp.) Leight.
- Collema auriculatum var. granosum (Schreb.) Boistel 1903
- Collema auriforme (With.) Coppins & J.R. Laundon 1984
- Collema granosum (Schreb.) Rabenh. 1845
- Collema granosum var. auriculatum (Hoffm.) Schaer. 1850
- Collema granosum var. membranaceum Kremp. 1861
- Eucollema auriculatum (Hoffm.) Horw. 1912
- Eucollema granosum (Schreb.) Horw 1912
- Gabura auriculata (Hoffm.) Kuntze 1891
- Lichen auriculatus (Hoffm.) Ach. 1799
- Lichen granosus Schreb. 1771
- Parmelia auriculata (Hoffm.) Ach. 1803
- Parmelia auriculata (Hoffm.) Ach. 1803 var. auriculata
- Parmelia granosa (Schreb.) Steud. 1824
- Parmelia granosa (Schreb.) Steud. 1824 var. granosa
- Riccia auriformis With. 1776

Nazwa polska według W. Fałtynowicza. Po przeniesieniu gatunku do rodzaju Lathygrium stała się niespójna z nazwą naukową.

## Morfologia
Plecha listkowata. Jest to plecha homeomeryczna, bez kory, zawierająca sinice z rodzaju Nostoc. W stanie suchym jest sztywna, w stanie wilgotnym galaretowata i nabrzmiała. Ma średnicę 4–8 cm i grubość (w stanie wilgotnym) 0,2–0,5 mm. Do podłoża przyrasta luźno, ma kształt kolisty lub nieregularny i barwę ciemną: brunatną, oliwkowozieloną do niebieskoszarej, miejscami może być żółtobrunatna. Jest głęboko powcinana, ale ma nieliczne odcinki o kształcie okrągławym lub wydłużonym, nieco pomarszczone i nieregularnie powcinane. Na powierzchni występują wąskie, siateczkowate lub równoległe prążki oraz liczne izydia o kulistym lub maczugowatym kształcie.
Owocniki powstają rzadko. Są to lekanorowe apotecja o średnicy 2–3 mm, o płaskich lub nieco wypukłych tarczkach o barwie od jasno- do ciemnoczerwonej i brzeżku cienkim lub grubym. Powstają w nich bezbarwne murkowate zarodniki o wymiarach 26–36 × 8,5–13 μm. Posiadają 3–4 poprzeczne przegrody i 1–2 podłużne.
Reakcje barwne: wszystkie negatywne.

## Występowanie i siedlisko
Galaretnica uszata w Europie i Ameryce Północnej jest szeroko rozprzestrzeniona. W Europie występuje od Hiszpanii po 68° szerokości geograficznej na Półwyspie Skandynawskim. Podano stanowiska także w Azji: w Syrii, Iranie i Malezji. W Polsce występuje głównie w górach, na niżu jest bardzo rzadka. Znajduje się na Czerwonej liście roślin i grzybów Polski. Ma status NT – gatunek o bliskim zagrożeniu wyginięciem.
Rośnie na wilgotnych, zacienionych i porośniętych mchami skałach wapiennych oraz u podstawy pni drzew.